# Acetello
L'acetello è usualmente definito come una bevanda costituita da acqua e una piccola quantità di aceto.
In alcune zone contadine, soprattutto nei monti dell’Appennino, è chiamato "acetello" anche il vino, preparato artigianalmente senza nessun additivo, con uve di vigne in alta quota, che non raggiungendo adeguata maturazione, conferiscono alla bevanda un gusto tipico acidulo e bassa gradazione alcolica.
Fino alla IIa Guerra Mondiale il vino costituiva non una bevanda ma un alimento vero e proprio grazie soprattutto al contenuto in alcol etilico che ha un contenuto calorico di 7 kcal/g, solo di poco inferiore ai lipidi. Quindi il vino era usato come alimento dissetante, corroborante ed energetico e, per tale motivo, era coltivato in maniera ubiquitaria con tecniche colturali che prediligevano più la quantità che la qualità del prodotto. Però questa pratica di coltivazione portava ad ottenere uve scarse di zuccheri che producevano poco alcol, fattore questo che inibisce la conservazione del vino facendolo degradare ad aceto. Nell'economia famigliare anche questo prodotto doveva essere utilizzato come bevanda o per preparazioni culinarie.
I contadini nelle zone del centro Italia, che ne facevano un uso frequente, di solito mettevano un bicchiere di aceto in una bottiglia (il boccione) da 2 litri di acqua. Veniva utilizzata nelle famiglie contadine in sostituzione del vino dato che non tutti potevano permetterselo ma, pur essendo una bevanda povera, era ottima e dissetante e talvolta era utilizzata come "aperitivo".
Soprattutto nei periodi estivi l'acetello era fondamentale per un lavoratore della terra,
o comunque nel luogo più fresco possibile, poi si poteva cominciare la giornata di lavoro. I contadini della Maremma, dove trovare un luogo ombroso e fresco non era facile, incominciavano la giornata di lavoro con la tipica espressione imprecativa che ancor oggi distingue la gente di quelle zone.